# Cerro del Medio
Cerro del Medio är en kulle i Chile.   Den ligger i provinsen Provincia de Santiago och regionen Región Metropolitana de Santiago, i den södra delen av landet, 16 km nordost om huvudstaden Santiago de Chile. Toppen på Cerro del Medio är 1 002 meter över havet, eller 98 meter över den omgivande terrängen. Bredden vid basen är 2,1 km.
Terrängen runt Cerro del Medio är bergig åt nordost, men åt sydväst är den kuperad. Runt Cerro del Medio är det mycket tätbefolkat, med 3 134 invånare per kvadratkilometer.. Närmaste större samhälle är Santiago de Chile, 16,3 km sydväst om Cerro del Medio. 
Omgivningarna runt Cerro del Medio är i huvudsak ett öppet busklandskap.